# Караванна
Карава́нна — вантажно-пасажирська залізнична станція Донецької дирекції Донецької залізниці. Розташована на крайньому півдні в Ленінському районі Донецька, Донецька область, на лінії Доля — Ларине між станціями Доля (13 км) та Ларине (7 км).
Див. також.: Богодухівська залізнична гілка.
Через військову агресію Росії на сході України транспортне сполучення припинене.